# Айнару
Айнару (тетум Ainaru, порт. Ainaro) — підрайон в Східному Тиморі. Є адміністративним центром однойменного району.

## Географія
Розташоване в південно-західній частині країни, приблизно за 60 км на північний захід від столиці Східного Тимору, міста Ділі, на висоті 831 м над рівнем моря.

## Населення
За даними на 2010 рік населення підрайону становить 15 558 осіб; за даними на 2004 воно налічувало 12 640 осіб. Найбільш поширена мова населення — мамбаї; вживаються також мови бунак і кемак. Поряд з католицькою більшістю, є меншини протестантів і мусульман. Середній вік населення — 16,6 років.

## Економіка
Основу економіки міста складає експорт органічної кави і сандалового дерева.